# Draft de l'NBA del 1985
El Draft de l'NBA de 1985 es va celebrar el 18 de juny. 8 jugadors nascuts fora dels Estats Units van ser inclosos en les dues primeres rondes, entre ells el recordat Fernando Martín, o grans futures figures de la lliga, com el jugador d'origen jamaicà Pat Ewing o l'alemany Detlef Schrempf. La nota exòtica la va posar el sudanès Manute Bol, amb els seus 2,31 metres d'estatura i els seus escassos 90 quilos de pes.

## Primera ronda
|  | = All-Star     |
|  | = Hall of Fame |

| Posició | Jugador                 | Nacionalitat | Equip de l'NBA         | Origen (Universitat/club) |
| ------- | ----------------------- | ------------ | ---------------------- | ------------------------- |
| 1       | Patrick Ewing (C)       | Jamaica      | New York Knicks        | Georgetown                |
| 2       | Wayman Tisdale (PF)     | Estats Units | Indiana Pacers         | Oklahoma                  |
| 3       | Benoit Benjamin (C)     | Estats Units | Los Angeles Clippers   | Creighton                 |
| 4       | Xavier McDaniel (PF)    | Estats Units | Seattle SuperSonics    | Wichita State             |
| 5       | Jon Koncak (C)          | Estats Units | Atlanta Hawks          | SMU                       |
| 6       | Joe Kleine (C)          | Estats Units | Sacramento Kings       | Arkansas                  |
| 7       | Chris Mullin (SF)       | Estats Units | Golden State Warriors  | St. John's                |
| 8       | Detlef Schrempf (PF/SF) | RFA          | Dallas Mavericks       | Washington                |
| 9       | Charles Oakley (PF)     | Estats Units | Cleveland Cavaliers    | Virginia Union            |
| 10      | Ed Pinckney (PF)        | Estats Units | Phoenix Suns           | Villanova                 |
| 11      | Keith Lee (C)           | Estats Units | Chicago Bulls          | Memphis State             |
| 12      | Kenny Green             | Estats Units | Washington Bullets     | Wake Forest               |
| 13      | Karl Malone (PF)        | Estats Units | Utah Jazz              | Louisiana Tech            |
| 14      | Alfredrick Hughes (SG)  | Estats Units | San Antonio Spurs      | Loyola (Chicago)          |
| 15      | Blair Rasmussen (C)     | Estats Units | Denver Nuggets         | Oregon                    |
| 16      | Bill Wennington (C)     | Canadà       | Dallas Mavericks       | St. John's                |
| 17      | Uwe Blab (C)            | RFA          | Dallas Mavericks       | Indiana                   |
| 18      | Joe Dumars (SG)         | Estats Units | Detroit Pistons        | McNeese State             |
| 19      | Steve Harris (SG)       | Estats Units | Houston Rockets        | Tulsa                     |
| 20      | Sam Vincent (SG)        | Estats Units | Boston Celtics         | Michigan State            |
| 21      | Terry Catledge (PF)     | Estats Units | Philadelphia 76ers     | South Alabama             |
| 22      | Jerry Reynolds          | Estats Units | Milwaukee Bucks        | LSU                       |
| 23      | A. C. Green (PF)        | Estats Units | Los Angeles Lakers     | Oregon State              |
| 24      | Terry Porter (PG)       | Estats Units | Portland Trail Blazers | Wisconsin-Stevens Point   |

## Segona ronda
| Posició | Jugador                      | Nacionalitat | Equip de l'NBA         | Origen (Universitat/club) |
| ------- | ---------------------------- | ------------ | ---------------------- | ------------------------- |
| 25      | Mike Smrek                   | Canadà       | Portland Trail Blazers | Canisius                  |
| 26      | Bill Martin                  | Estats Units | Indiana Pacers         | Georgetown                |
| 27      | Dwayne McClain (SG)          | Estats Units | Indiana Pacers         | Villanova                 |
| 28      | Ken Johnson                  | Estats Units | Chicago Bulls          | Michigan State            |
| 29      | Mike Brittain                | Estats Units | San Antonio Spurs      | South Carolina            |
| 30      | Calvin Duncan                | Estats Units | Cleveland Cavaliers    | Virginia Commonwealth     |
| 31      | Manute Bol (C)               | Sudan        | Washington Bullets     | Bridgeport                |
| 32      | Nick Vanos                   | Estats Units | Phoenix Suns           | Santa Clara               |
| 33      | Greg Stokes                  | Estats Units | Philadelphia 76ers     | Iowa                      |
| 34      | Aubrey Sherrod (SG)          | Estats Units | Chicago Bulls          | Wichita State             |
| 35      | Tyrone Corbin (SF/PF)        | Estats Units | San Antonio Spurs      | DePaul                    |
| 36      | Yvon Joseph (C)              | Haití        | New Jersey Nets        | Georgia Tech              |
| 37      | Carey Scurry                 | Estats Units | Utah Jazz              | LIU                       |
| 38      | Fernando Martín (PF)         | Espanya      | New Jersey Nets        | Reial Madrid (Espanya)    |
| 39      | George Montgomery            | Estats Units | Portland Trail Blazers | Illinois                  |
| 40      | Mark Acres                   | Estats Units | Dallas Mavericks       | Oral Roberts              |
| 41      | Lorenzo Charles (PF)         | Estats Units | Atlanta Hawks          | NC State                  |
| 42      | Bobby Lee Hurt               | Estats Units | Golden State Warriors  | Alabama                   |
| 43      | Barry Stevens                | Estats Units | Denver Nuggets         | Iowa State                |
| 44      | Voise Winters (SG)           | Estats Units | Philadelphia 76ers     | Bradley                   |
| 45      | John "Hot Rod" Williams (PF) | Estats Units | Cleveland Cavaliers    | Tulane                    |
| 46      | Adrian Branch (SF)           | Estats Units | Chicago Bulls          | Maryland                  |
| 47      | Gerald Wilkins (SG)          | Estats Units | New York Knicks        | Chattanooga               |

## Jugadors destacats no escollits en 1a ronda
| Posició | Jugador                  | Nacionalitat               | Equip de l'NBA   | Origen (Universitat/club) |
| ------- | ------------------------ | -------------------------- | ---------------- | ------------------------- |
| 54      | Sam Mitchell (SG)        | Estats Units               | Houston Rockets  | Mercer                    |
| 66      | Michael Adams (PG)       | Estats Units               | Sacramento Kings | Boston College            |
| 77      | Arvydas Sabonis (C)      | Unió Soviètica ( Lituània) | Atlanta Hawks    | Žalgiris (URSS)           |
| 87      | Anthony "Spud" Webb (PG) | Estats Units               | Detroit Pistons  | North Carolina State      |
| 160     | Mario Elie (SG/SF)       | Estats Units               | Milwaukee Bucks  | American International    |